# Ludovic cel Pios
Ludovic I cel Pios (în franceză Louis le Pieux, uneori Louis le Débonnaire, în germană Ludwig der Fromme; n. 778, la Cassinogilum (localizare nesigură, fie Casseuil aproape de Bordeaux, Chasseneuil-du-Poitou în Vienne sau Casseneuil în Lot-et-Garonne, Franța - d. 20 iunie 840, Ingelheim, în apropiere de Mainz, Germania) a fost rege al Aquitaniei din 781. A fost fiul lui Carol cel Mare și al soției acestuia, Hildegard de Vintzgau. A domnit ca împărat al francilor împreună cu tatăl său din 813 și singur din 814, după moartea lui Carol cel Mare. A condus imperiul până la moarte, cu excepția perioadei 833–834 când a fost înlăturat de fiii săi și surghiunit la mănăstirea Soissons.
Domnia sa a fost marcată de numeroase amenințări la adresa Imperiului Carolingian: el nu a trebuit doar să țină piept raidurilor vikingilor și presiunii bretonilor, dar și revoltei propriilor săi fii care l-au amenințat deseori. Ambițiile marilor familii aristocratice se manifestau tot mai pregnant punând în pericol puterea imperială.
Ca majoritatea bărbaților franci, Ludovic, al doilea fiu al lui Carol cel Mare, urma să-și împartă moștenirea cu frații săi, Carol cel Tânăr și Pepin, dar ei au murit însă înaintea sa.
Ludovic a realizat planuri de a-și împărți imperiul între cei trei fii ai săi din prima sa căsătorie, cea cu Ermengarde: Lothar I (care a primit titlul de co-împărat), Pepin al Aquitaniei și Ludovic Germanul. După aceea s-a recăsătorit cu Iudita de Bavaria, având un al patrulea fiu, Carol cel Pleșuv. Redivizarea imperiului pentru a-l lua pe Carol în considerare a determinat revolta fiilor mai mari în 822. Luptele au continuat până la moartea lui Ludovic în 840.
Disputa s-a încheiat prin Tratatul de la Verdun din 843 care a împărțit imperiul franc în trei părți.

## Numele și supranumele lui Ludovic I

### Originea numelui Ludovic
Ludovic, prenume de origine germanică, uneori latinizat în Hludovicus sau Ludovicus, este un prenume tradițional pe care-l găsim în genealogia regală francă care începe cu Clovis I, formă franceză a numelui germanic « Hlod(o)wig », în  germana modernă « Lud(e)wig », latinizat în Clodovicus (devenit « Clovis » prin deformare).

### Ludovic „cel Pios”
Calificativul „cel Pios” este atestat încă din timpul vieții sale (în latină: pius), în special prin biografia scrisă de corepiscopul de Trier, Thegan (a trăit înainte de 800 - a decedat prin 850), unul dintre cei trei biografi ai săi: Vita Hludovici Pii, și în textul scris de consilierul său Agobard de Lyon, foarte critic față de Judith, cea de a doua soție a lui Ludovic, fiind un fervent susținător al lui Lothar, principal artizan al destituirii lui Ludovic în 833: Libro duo pro filiis et contra Iudith uxorem Ludovici Pii.
Acest supranume este legat de politica sa religioasă, net mai favorabilă Bisericii decât cea a lui Carol cel Mare. În timpul domniei sale, Ludovic a reformat mănăstirile și a schimbat politica față de papalitate angajându-se să respecte patrimoniul Sfântului Petru și să nu intervină în alegerile pontificale. Papa a avut astfel, după perioada de control exercitată de Carol cel Mare, o oarecare independență politică.
Este posibil și ca supranumele de „cel Pios” să se fi datorat înclinației sale de a izbucni în lacrimi când intra în lăcașuri sfinte, cum se întâmpla când se reculegea la mormântul tatălui său, Carol cel Mare, la Aachen.
La curte s-a înconjurat de clerici care îl consiliau, ca Agobard (769?–840), Fredegis (d. 834) și Benedict de Aniane (750-821). În anul 815 sau 816 a înființat mănăstirea Corvey. În 822 a îndeplinit o penitență publică la Attigny. Politica religioasă a lui Ludovic cel Pios și-a propus să consolideze unitatea imperiului, un imperiu bazat pe creștinism.

### Ludovic „le Débonnaire”
Cât despre supranumele de «Débonnaire», acesta apare o singură dată în Evul Mediu Timpuriu, în biografia datorată autorului anonim cunoscut sub supranumele de „Astronomul”, în Vita Hludovici (în română „Viața lui Ludovic”). El a folosit o singură dată superlativul latin mitissimus („foarte blând”), care se traduce în franceză prin „débonnaire”, în relatarea sa (cap. 21). Dar acest termen a fost reluat în 1275 de către un cleric la Saint-Denis numit Primat, în Grandes Chroniques de France, apoi de alți cronicari și istorici.

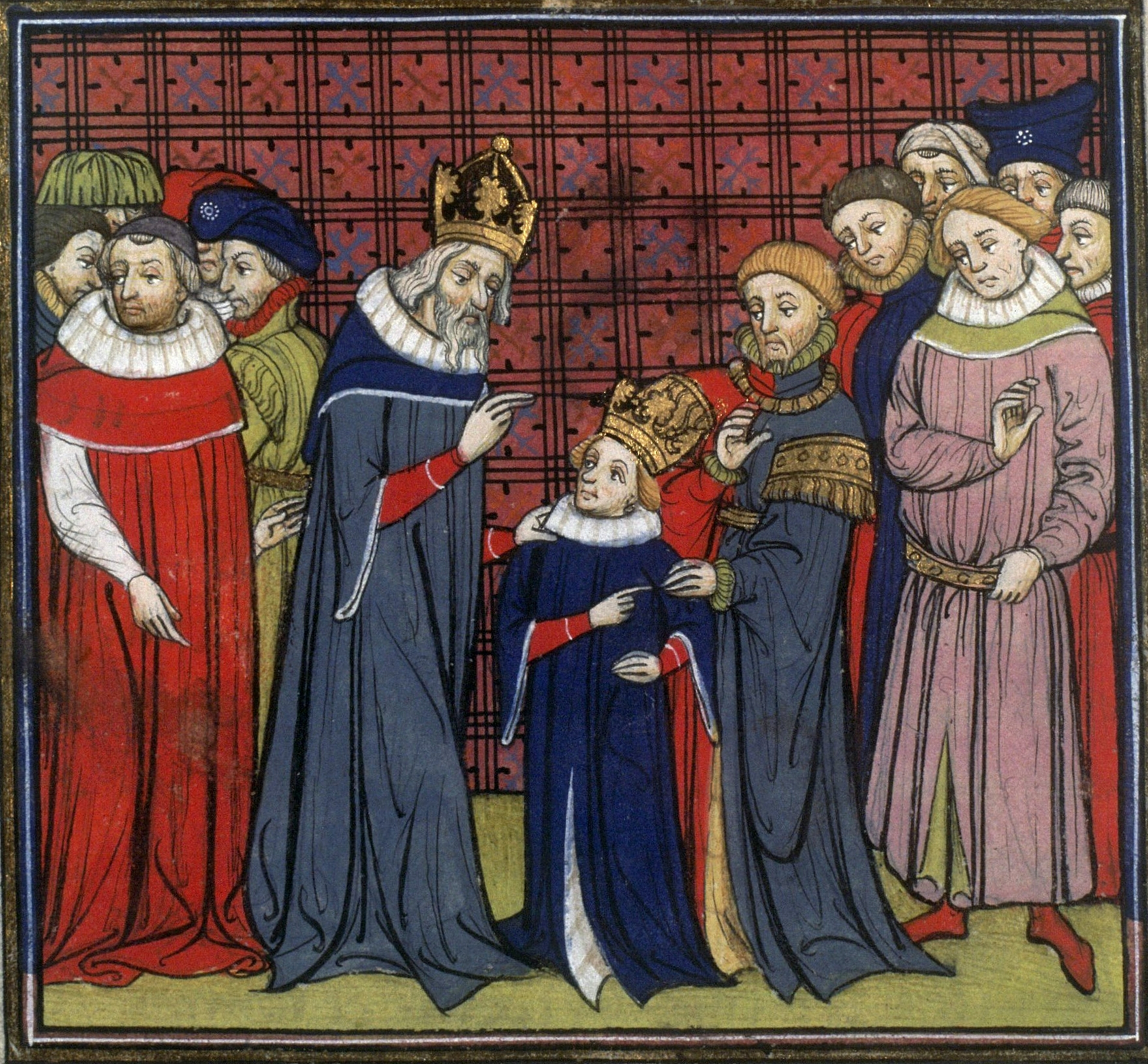
Carol cel Mare și fiul său Ludovic cel Pios.

## Biografie

### Origini și începuturi
Ludovic era cel de-al șaselea copil și al patrulea fiu al lui Carol cel Mare; al cincilea copil și al treilea fiu al celei de-a doua soții a sa. Carol cel Mare s-a căsătorit cu Hildegard de Vintzgau, din familia bavareză Agilolfing.
În vara anului 778, când Hildegard aducea pe lume doi gemeni, Ludovic și Lothar (care a murit la puțin timp după aceea), Carol cel Mare era plecat în expediție în Spania. Nașterea s-a desfășurat într-una din reședințele regale, villa Cassinogilum, care corespunde mai sigur cu actuala comună Chasseneuil-du-Poitou (departamentul Vienne), decât cu Casseuil (departamentul Gironde) pe Garonne, conform istoricilor, deși o lucrare din 1660 indică Casseneuil în Lot-et-Garonne, unde fratele geamăn al viitorului rege Ludovic, Clotar (sau Lothar) ar fi murit și ar fi fost înmormântat la vârsta de 2 ani. 
La data de 15 aprilie 781, în cursul celebrării sărbătorii Paștilor la Roma, Carol cel Mare a dispus încoronarea sa ca rege al Aquitaniei de către papa Adrian I când încă nu împlinise trei ani. În aceeași ceremonie a fost încoronat și cel de-al treilea fiu al lui Carol cel Mare, Pepin, care nu avea patru ani, ca rege al Italiei. Puțin timp după aceea, în ciuda vârstei foarte fragede a lui Ludovic, acesta a fost trimis în Aquitania, sub paza unui tutore, Arnold, și a altor ofițeri.

### Rege al Aquitaniei (781-814)

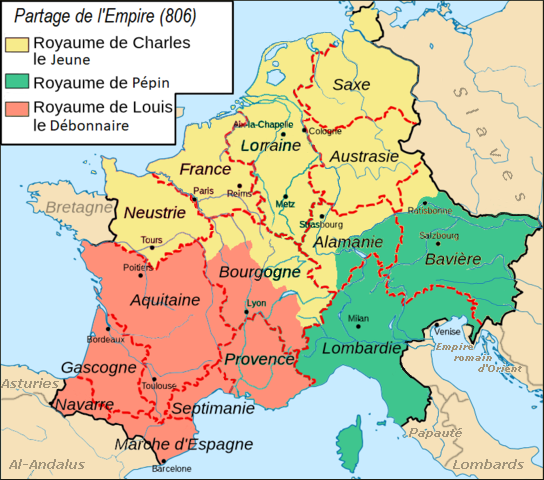
Proiect de partaj al Imperiului Carolingian, în 806.

În timpul domniei în Aquitania, guvernarea a fost mai întâi asigurată de Carol cel Mare, care îi numea pe conții franci. Începând din anii 790 (avea 12 ani), Ludovic juca și el un rol în guvernarea regatului său.
Principalele personalitățile ale regatului Aquitaniei erau Benedict de Aniane, consilier al lui Ludovic, de origine vizigotică, și Guillaume, conte de Toulouse începând din 788 în locul lui Chorso, bătut de un corp al armatei musulmane. Se pot aminti și Bégon, ginere al lui Ludovic începând din 806, și Hélisachar, cancelarul său în 814.
În timpul acestei perioade, Ludovic a trăit mai cu seamă în palatele sale aquitane, la Doué-La-Fontaine, aproape de Saumur, Angeac între Angoulême și Saintes, Cassinogilum (foarte probabil Chasseneuil-du-Poitou), și Ébreuil, sau încă Jocundiacum (azi Le Palais-sur-Vienne, aproape de Limoges).
Durant cette période, Louis vit le plus souvent dans ses palais royaux aquitains, à Doué-La-Fontaine, près de Saumur, Angeac entre Angoulême et Saintes, Cassinogilum (très probablement Chasseneuil-du-Poitou), et Ébreuil, ou encore Jocundiacum (aujourd'hui Le Palais-sur-Vienne, près de Limoges).
În mai multe rânduri, Ludovic a fost chemat de tatăl său, Carol cel Mare, să vină să petreacă, câtva timp, la curte: 
- în 785 (avea 8 ani) la Paderborn[25] (în Țara saxonă, la peste 1.000 km) ;
- în 791 (avea 14 ani) la Ratisbona[26], unde Carol cel Mare l-a înarmat cu o spadă;
- în 797 (avea 20 de ani) la Herstelle[27] (Saxe), cu frații săi mai în vârstă, Pepin și Carol;
- în 795, s-a căsătorit cu Ermengarda de Hesbaye; din această căsătorie s-au născut: Lothar în 795, Pepin în 797 și Ludovic Germanicul în 806 precum și două fete, Hildegard și Rothruda (cf. Secțiunea «Genealogie») ;
- în 800, a avut o întrevedere cu tatăl său, Carol cel Mare, la Tours[28], când acesta din urmă parcurgea nordul Galiei înainte de a se duce la Roma; probabil Carol cel Mare se gândise să-l facă să meargă la Roma, în decembrie 800, însă apoi a renunțat[29];
- în septembrie 813, când frații săi mai mari decedaseră recent, Ludovic era la Aachen pentru a fi proclamat împărat de către adunarea celor mari, apoi, la 11 septembrie a fost încoronat de către Carol cel Mare.[30] A fost ultima întâlnire dintre tată și fiu care s-a reîntors în Aquitania.